# Израильско-суринамские отношения
Израильско-суринамские отношения — настоящие и исторические международные дипломатические, политические, экономические, военные, культурные и прочие отношения между Государством Израиль и Республикой Суринам.
Израиль представлен в Парамарибо консульством и нерезидентным послом, который работает из Панама-Сити (Панама): с 2018 года в должности Реда Мансур. Суринам представлен консульством в Тель-Авиве.

## История

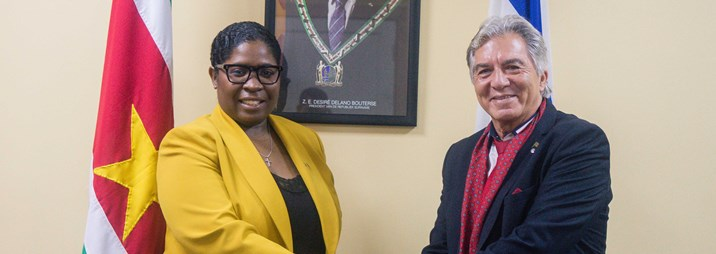
Почётный консул Суринама в Израиле, Joseph Haim Harrosh, получает документы, подтверждающие его статус консула. 28 июня 2019 года

Отношения между двумя странами были установлены в феврале 1976 года.
В феврале 2011 года Суринам стал предпоследней страной Южной Америки (за исключением Колумбии), которая признала Государство Палестина в границах 1967 года.
В ноябре 2014 года состоялась встреча нерезидентного израильского посла в Суринаме Магида Амирама (Magid Amiram) с министром иностранных дел Суринама Уинстоном Лакином. Посол Амирам указал на помощь, оказываемую Суринаму Израилем в рамках программы МАШАВ: тренинг сотрудников диализного центра в суринамском госпитале «'s Lands Hospitaal». Израиль также предложил Суринаму несколько тренингов и семинар по предпринимательству в сотрудничестве с «Отделом конкурентной политики» канцелярии вице-президента.
В июле 2017 года состоялась XX Маккабиада, в которой принял участие дзюдоист Игаль Копински, единственный представитель Суринама.
В ноябре 2020 года глава суринамского МИД Альберт Рамдин встретился с президентом страны Чаном Сантохи, а также с различными представителями иностранных государств в Суринаме, включая израильского почётного консула Джозефа Хаима Харроша. По результатам встречи Рамдин заявил, что его страна хочет повысить уровень дипломатических отношений и назначить нерезидентного посла в Израиле.
В мае 2022 года состоялась встреча министра иностранных дел Израиля Яира Лапида с главой СИД Суринама Альбертом Рамдином. На встрече суринамский министр объявил о намерении своей страны открыть посольство в Иерусалиме «в ближайшее время». Лапид в свою очередь заявил о готовности Израиля направить в Суринам груз гуманитарной помощи для борьбы с последствиями наводнений. Через месяц, однако, суринамский президент Чан Сантохи заяявил в Национальной ассамблее о том, что открытие посольства не состоится по финансовым соображениям. Вместе с тем, президент Сантохи не исключил, что посольство будет открыто в будущем.

## Сотрудничество
Израиль помогал Суринаму в строительстве аудиториума в университете имени Антона де Кома, промышленного парка и теплиц.
По состоянию на конец 2020 года две страны сотрудничают в сфере сельского хозяйства и образования. В конце ноября 2020 года глава Суринамского МИД провёл переговоры с главами суринамских синистерств образования, науки и культуры и министерства сельского хозяйства и экологии с целью изучения потенциала сотрудничества Суринама и Израиля.

## История евреев Суринама
В Суринаме проживала достаточно большая еврейская община, которая также приняла европейских евреев, бежавших из Европы и возраставшего влияния Третьего рейха. После окончания Второй мировой войны большая часть евреев эмигрировала в Израиль и другие страны. Сегодня еврейская община Суринама насчитывает несколько дюжин семей.
По состоянию на 2017 год в столице страны Парамарибо действовала синагога «Неве Шалом», в которой местная община проводила пасхальный седер.